# Pashimottanasana

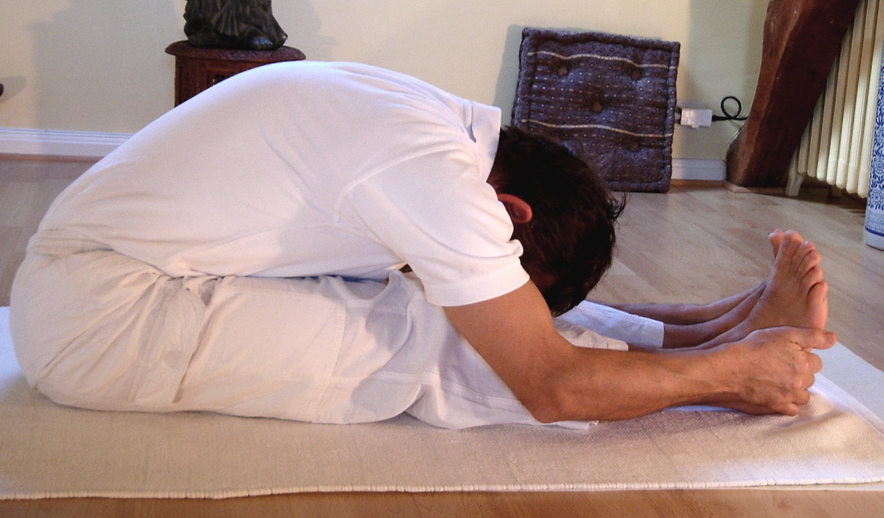
Pashimottanasana

Pascimottanasana (sanscrit पश्चिमोत्तानासन, IAST  paścimottānāsana) ovvero posizione della pinza seduta, è una āsana di Hatha Yoga della categoria delle "posizioni sedute" Il nome deriva dalle parole sanscrite paschima (पश्चिम, paścima) significato "ovest" o "indietro" o "indietro del corpo",   [4]    e uttana (उत्तान, uttāna) che significa "tratto intenso",  o "esteso",   [5]     e asana (आसन) significato "postura" ,  "posizione", dunque il termine descrive una posizione che porta un'intensa estensione della schiena. (fonte:  Monier-Williams: paścima पश्चिम Definition: mf(ā-)n.west, western, westerly (ā- f.with or sc. diś-,the west) uttāna उत्तान Definition: mfn. stretched out, spread out, lying on the back, sleeping supinely or with the face upwards Literary Sources: ṛg-veda, atharva-veda, vājasaneyi-saṃhitā)

## Scopo della posizione
La posizione ha lo scopo di allungare la schiena, traendola in senso conforme dell'usuale incurvatura. Crea benefici alla colonna vertebrale, distendendola. L'addome, compresso dalle cosce, ha la possibilità di estendersi solo lateralmente e dunque la posizione riduce la respirazione addominale e, con il respiro, massaggia gli organi interni.

## Posizione
La posizione statica viene raggiunta attraverso tre fasi dinamiche, affrontate con un movimento fluido e senza interruzioni. Partendo dalla posizione supina, con il corpo disteso sulla schiena e le gambe unite e parallele e i piedi piegati a martello e le braccia allungate oltre la testa, espirando si ruotano le braccia formando un semicerchio, fino a formare un angolo retto rispetto al suolo. Successivamente si ruota il busto fino a raggiungere una posizione ad angolo retto rispetto alle gambe, contemporaneamente allungando le braccia sulle ginocchia. Infine, si fanno scorrere lentamente le mani dalle ginocchia fino a raggiungere i piedi, appoggiando il tronco parallelo alle gambe. Respirare profondamente in modo da massaggiare gli organi addominali compressi contro le cosce.

## Varianti
È possibile realizzare questa posizione in versione "in piedi", con la versione Uttanasana.

## Dimensione dell'anima
„Nel movimento il praticante si dedica completamente alla forma chiusa della posizione, da un lato in maniera ampia ed estesa, dall’altro però con profonda e mirata partecipazione. È l’immagine animica del penetrare nella materia, dell’essere profondamente toccato nell’anima dalla forma terrestre.“